# 木衛七十二
木衛七十二（S/2011 J 1），是木星的一颗自然卫星，由斯科特·谢泼德等天文学家于2011年9月27日通过智利拉斯坎帕纳斯天文台的麦哲伦－巴德望远镜发现。
S/2011 J 1的直径约为1千米，以约686天的公转周期绕木星逆行，半长轴为22,462Mm，轨道倾角为163.3°，轨道离心率为0.233。